# قوم ابیریا
قوم ابیریا یا قبیله ابیریا یا طایفه ابیریا یا ابیریا کشتریاها (انگلیسی: Abhira tribe) مردمی بودند که در حماسه‌ها و متون مقدس هند باستان در اوایل وداها ذکر شده‌اند. این طایفه در ستیز و جنگآوری زبانزد بوده‌اند. کلمهٔ کشاتریا (Kshatriya) که در دنبالهٔ نام این قوم ذکر می‌شود، به معنای نگهبان حاکم یا فرمانده ترجمه می‌شود، که یکی از چهار طبقه یا کاست مذکور در ریگ ودا است. قوم ابیریا، مردمانی هندوآریایی بوده‌اند. آنان محافظان جامعه هندو بوده‌اند، که در زمانی که جنگی درمی‌گیرد به جنگ می‌روند. از این مردم تاریخی، به همین نام در رهنامه دریای اریتره ذکر رفته‌است. ابیرا به معنای بی‌باک می‌باشد.
متون باستانی گاهی از آنها به عنوان جنگجو، شبان و گاوچران یاد می‌کنند، اما در مواقع دیگر به عنوان قبایل غارتگر اشاره می‌کنند. برخی معتقدند ابیراهای گجرات از همان نژاد آشوکا و یدوه پرستان مهاباراتا هستند.

## در اساطیر
الههٔ سرشناس سرسوتی همسر برهما از این قوم ذکر شده‌است.

## مکان قوم ابیریا
گفته شده قوم ابیریا در ملوا می‌زیسته‌اند. برخی معتقدند آنها در هرات نیز بوده‌اند.